# クルク語
クルク語 (デーヴァナーガリー: कुरुख़)は、ドラヴィダ語族に属する言語である。話者はオラオン族、アディワシ族の人々であり、インドのビハール州、ジャールカンド州、オリッサ州、マディヤ・プラデーシュ州、チャッティースガル州、西ベンガル州、およびバングラデシュ北部に居住する。ブラーフーイー語、マルト語（パハリア語）と言語分類的に近い関係にある。クルク語は、別名オラオン語と呼ばれる。